# اتو پچت
اتو پچت (انگلیسی: Otto Pächt; ۷ سپتامبر ۱۹۰۲ – ۱۷ آوریل ۱۹۸۸) تاریخ‌نگار اهل اتریش و از استادان دانشگاه وین بود.

## زندگی
پچت در ۷ سپتامبر ۱۹۰۲ در وین در خانواده ای یهودی متولد شد. پدر وی دیوید پچت، یک صنعتگر یهودی بود که صاحب یک کارخانه موفق نساجی در وین بود. وی تاریخ هنر را در وین (با کارل ماریا سووبودا، ژولیوس فون شلوسر و ماکس دووراک) و در برلین (با آدولف گلدشتمیتد و ماکس وبر) تحصیل کرد. در سال ۱۹۲۵ دکترای خود را دریافت کرد.